# Alone in the Dark 2 (Computerspiel)
Alone in the Dark 2 ist ein 1993 für DOS veröffentlichtes Action-Adventure. Das von der französischen Firma Infogrames entwickelt wurde. Alone in the Dark 2 ist der direkte Nachfolger des 1992 erschienenen Alone in the Dark.

## Handlung
Im Jahr 1924, ein Jahr nach den Ereignissen in Derceto, hat sich Edward Carnby aufgrund der vergangenen Ereignisse, in seinem Beruf als Privatdetektiv auf Fälle mit übersinnlichen Hintergründen spezialisiert. Als sein Freund und Partner Ted Stryker bei der Suche nach einem entführten Mädchen namens Grace Saunders spurlos verschwindet, entschließt sich Carnby, der Spur zu folgen. Diese führt ihn nach Kalifornien zu einem Herrenhaus namens Hell’s Kitchen, in dem ein berüchtigter Gangster-Boss mit seinen Anhängern residiert. Carnby findet schnell heraus, dass Ted ermordet wurde, und so macht er sich an die Erforschung des Hauses und des umgebenden Grundstücks, um Grace zu suchen und herauszufinden, warum die Bande sie entführt hat. Dabei muss er feststellen, dass die Gangster in Wirklichkeit die körperlichen Formen von Geistern längst verstorbener Seeräuber sind.

## Spielprinzip
Man spielt überwiegend nur in die Rolle von Edward Carnby. Nur für kurze, vorgegebene Passagen übernimmt der Spieler auch die Rolle des kleinen Mädchens Grace. In dessen Rolle kann sich der Spieler nicht direkt gegen Angreifer verteidigen, sondern muss in erster Linie Konfrontationen ausweichen bzw. vor Gefahren fliehen. Des Weiteren sind die Gegner nicht mehr typische Zombies wie aus dem 1. Teil, sondern Geister, die wieder menschliche Gestalt angenommen haben. Somit unterhalten sich die Widersacher nun z. B. und greifen auch auf Schusswaffen zurück. Der Spielverlauf findet nicht mehr nur an einem Schauplatz statt, sondern führt den Spieler zu verschiedenen, zusammenhängenden Orten wie etwa einen Irrgarten, ein Anwesen und ein Piratenschiff. Der Spielumfang beträgt mit gut 50 Stunden Spielzeit fast das Vierfache des Vorgängers.

## Veröffentlichung
Die Sega-Saturn- und die PlayStation-Version wurden in Europa unter dem Titel Alone in the Dark: Jack is Back und in den USA unter Alone in the Dark: One-Eyed Jack’s Revenge veröffentlicht. Die japanische Sega-Saturn-Fassung hingegen hatte keinen Untertitel.

## Rezeption
Die deutsche PC Games stellte heraus, dass Infogrames nicht dem Trend aufgesessen sei, unter Zeitdruck qualitativ minderwertige Nachfolger erfolgreicher Spiele zu produzieren. Vielmehr hätten sich die zwei Monate Verspätung gegenüber dem ursprünglichen Veröffentlichungstermin gelohnt, denn Alone in the Dark 2 balanciere komplexe Action- und Rätselsequenzen gut aus und enthalte dabei fast vier Mal soviel Spielumfang wie der Vorgänger. Redakteur Thomas Brenner lobte Animationen, Hintergrundgrafiken und Musikuntermalung des Spiels. Kritisiert wurde lediglich der an unpassender Stelle auftretende Kopierschutz. Der PC Joker betonte den im Vergleich zum Vorgänger deutlich höheren Schwierigkeitsgrad des Spiels. Die Vektorgrafik sei zwar beeindruckend, allerdings habe die flächendeckende Einführung der CD-ROM als Datenträger die Messlatte für Spielgrafik um einiges höher gelegt. Redakteur Manfred Duy lobte die Atmosphäre des Spiels, sah ob des Schwierigkeitsgrads aber einen signifikanten Frustfaktor und damit einen Grund zur Abwertung. Die PowerPlay hob positiv hervor, dass das Bedienprinzip gegenüber dem Vorgänger anwenderfreundlich vereinfacht wurde, wobei gleichzeitig die Texturen realistischer und flotter daherkämen. Redakteur Christian von Duisburg legte dar, dass die Story gegenüber dem Lovecraft-lastigen Vorgänger „französischen Charme“ sowie gelegentliche Anflüge von Humor besäße. Negativ angemerkt wurden ungünstige Kameraperspektiven und -wechsel.
Die US-amerikanische „Computer Gaming World“ sagte im April 1994, dass das Spiel Alone in the Dark 2 „reich genug aussieht, um die Erwartungen der Spieler an eine solide Fortsetzung zu erfüllen“. Maximum bezeichnete das Spiel als „eines der bahnbrechendsten Adventures bis dato“ und feierte sein Erscheinen auf der PlayStation als „das erste echte Adventure für das System“. Sie kommentierten anerkennend die von Lovecraft inspirierten Orte, die Art und Weise, wie der Spieler in die Steuerung eingeführt wird, und die Wendung, einen Abschnitt des Spiels als Grace durchspielen zu müssen. Sie bemerkten jedoch, dass das Spiel veraltet sei und vom kommenden Resident Evil übertroffen werde. Next Generation sagte: „Ehrlich gesagt, es sind Nachrichten von gestern, und die Veröffentlichung für PlayStation im Zuge von Resident Evil macht es einfach überflüssig.“ Steve Bradley testete die PlayStation-Version von Alone in the Dark 2: Jack is Back für das Magazin Arcane und gab insgesamt 8 von 10 Punkten.